# Black Knights de l'Army
Pour les articles homonymes, voir Knight.
Les Black Knights de l'Army (Army Black Knights, Army Cadets avant 2000) sont un club omnisports universitaire représentant l'Académie militaire de West Point située à West Point (New York).
Leurs équipes participent aux compétitions universitaires organisées par la National Collegiate Athletic Association en NCAA Division I au sein de la Patriot League pour l'ensemble des sports à l'exception du hockey sur glace qui est membre de l'Atlantic Hockey America (en) et du football américain qui à partir de la saison 2024 participe en NCAA Division I FBS en tant que membre de l'American Conference. Pendant la majeure partie de son histoire, l’équipe de football américain a concouru en tant que programme indépendant.
Les infrastructures principales se composent du Michie Stadium inaugurée en 1924, réservé au football américain et d'une capacité de 38 000 personnes, du Christl Arena (en) pour le basket-ball, du Johnson Stadium at Doubleday Field (en) pour le baseball ainsi que du Gillis Field House (en) pour le volley-ball et l'athlétisme en salle et du Tate Rink (en) pour le hockey sur glace.
La présente page est principalement dédiée au traitement du football américain au sein de cette académie. Elle en est l'équipe sportive la plus réputée et a conquis trois titres nationaux en 1944, 1945 et 1946. Trois de ses joueurs ont gagné le Trophée Heisman : Doc Blanchard (en) en 1945, Glenn Woodward Davis en 1946 et Pete Dawkins (en) en 1958.

## Sports représentés
| Hommes (15)                                 | Femmes (10)       |
| ------------------------------------------- | ----------------- |
| Athlétisme†                                 | Athlétisme†       |
| Basket-ball                                 | Basket-ball       |
| Cross country                               | Cross country     |
| Crosse (Lacrosse)                           | Crosse (Lacrosse) |
| Natation/Plongeon                           | Natation/Plongeon |
| Tennis                                      | Tennis            |
| Football américain                          | Rugby             |
| Football (soccer)                           | Football (soccer) |
| Gymnastique                                 | Gymnastique       |
| Baseball                                    | Softball          |
| Golf                                        | Volley-ball       |
| Gymnastique                                 |                   |
| Hockey sur glace                            |                   |
| Lutte                                       |                   |
| Sprint football (en)                        |                   |
| † – Athlétisme en salle et/ou en plein air. |                   |

## Histoire

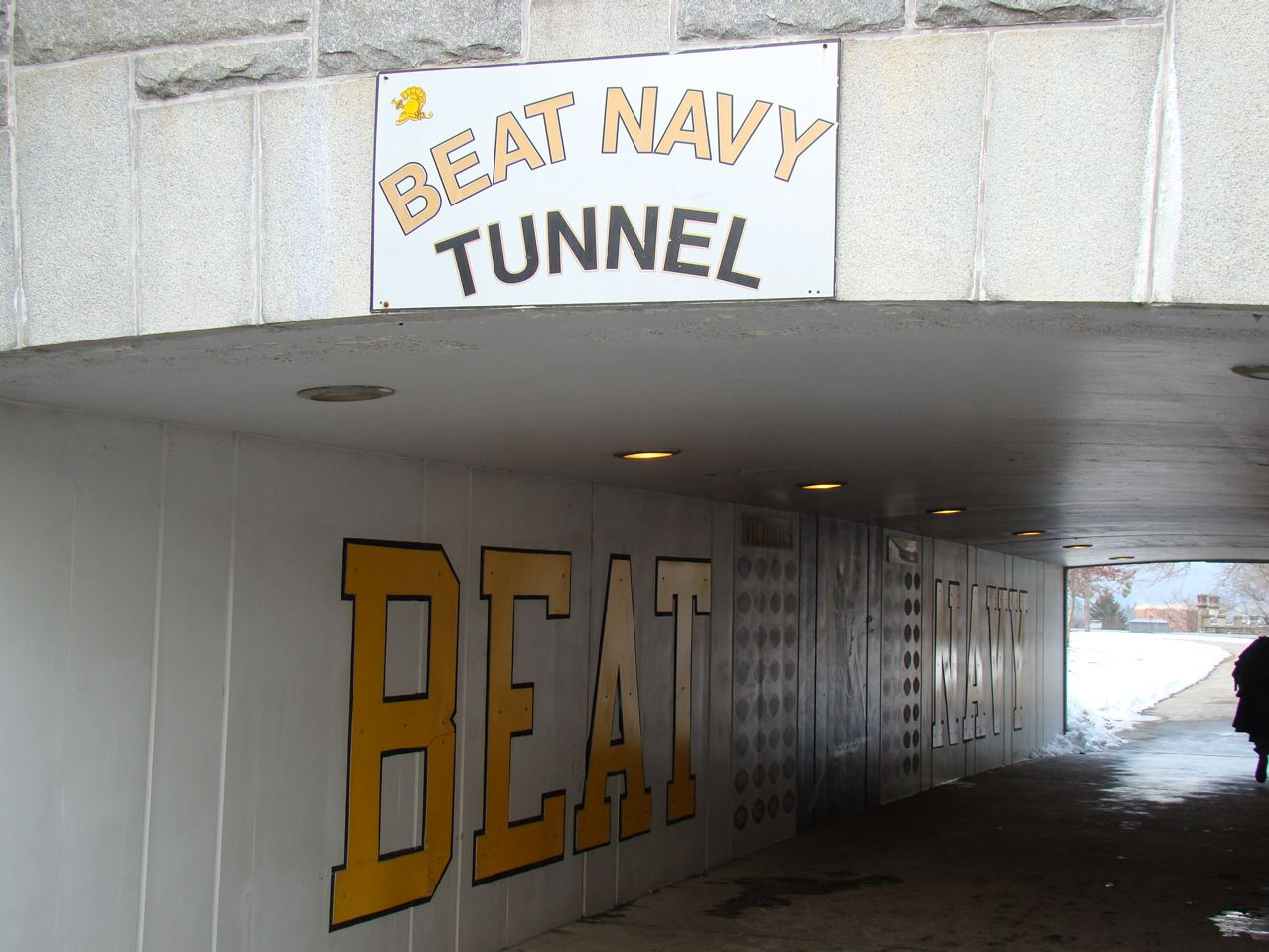
Le tunnel passe sous Washington Road dénommé « Beat Navy ».

Pendant de nombreuses années, ses équipes portent le surnom de « Cadets ». Au cours des années 1940, plusieurs journaux désignent l'équipe de football américain comme étant les « Black Knights of the Hudson » parce qu' ils portaient des maillots noirs,. Par la suite, les deux termes sont utilisés pour désigner l'équipe. Ce n'est qu'en 1999 que le terme « Black Knights » est officiellement choisi comme surnom des diverses équipes sportives. Le terme « Cadets » est cependant encore utilisé en certaines circonstances.
Les médias sportifs américains utilisent le terme « Army » comme synonyme de l'académie, même si en 2015, l'académie a déclaré que son nom exact était «Army West Point»
L' « On Brave Old Army Team (en) » de Philip Egner (en) est l'hymne de guerre de l'académie.
Depuis 1899, la mascotte de l'Army est officiellement un mulet en raison de l'importance historique de l'animal dans les opérations militaires.
Le principal rival sportif de l'Army est l'Académie navale d'Annapolis, en raison de sa rivalité en football américain de longue date et de la rivalité inter-services militaires en général.
Les cadets de quatrième classe saluent verbalement les cadets et les professeurs de la classe supérieure avec le « Beat Navy », tandis que le tunnel qui passe sous Washington Road est appelé le tunnel "Beat Navy".
Dans la première moitié du 20e siècle, l'armée et Notre-Dame étaient des rivaux en football américain (en), mais cette rivalité s'est éteinte depuis,.

## Football américain

### Descriptif en début de saison 2025

Logo représentant un chevalier noir, surnom des athlètes de l'Army.

- Couleurs :    (noir, or/champagne, gris)[10]
- Dirigeants :
  - Directeur sportif : Mike Buddie (en)
  - Entraîneur principal : Jeff Monken (en), 12e saison, bilan : 82 - 57 - 0 (59,0 %)
- Stade :
  - Nom : Michie Stadium
  - Capacité : 38 000 spectateurs
  - Surface de jeu : pelouse artificielle (FieldTurf (en))
  - Lieu : West Point, état de New York
- Conférence :
  - Actuelle : American Conference (depuis 2024)
  - Ancienne : 
    - Indépendants (1890-1997 et 2005-2023)
    - Conference USA (1998–2004)
- Internet :
  - Nom site Web : Goarmywestpoint.com
  - URL : https://goarmywestpoint.com/sports/football
- Bilan des matchs :
  - Victoires : 739 (57,2 %)
  - Défaites : 547
  - Nuls : 51
- Bilan des Bowls :
  - Victoires : 8 (72,7 %)
  - Défaites : 3
- College Football Playoff : -
- Titres :
  - Titres nationaux non réclamés : 2 (1914 et 1916)
  - Titres nationaux : 3 (en 1944, 1945 et 1946)
  - Titres de la conférence American : 1 (2024)
- Joueurs :
  - Vainqueurs du Trophée Heisman : 3
  - Sélectionnés All-American : 37
- Hymne : On Brave Old Army Team
- Mascotte : les mulets de l'Army (Army Mules (en))
- Fanfare : -
- Rivalités :
  - Falcons de l'Air Force
  - Midshipmen de la Navy
  - Fighting Irish de Notre Dame (page de la rivalité)

### Histoire
Le programme de football américain de l'Army commence le 29 novembre 1890 lorsque la Navy met les « Cadets » au défi de disputer un match dans ce sport relativement nouveau à l'époque. La Navy remporte le match joué à West Point mais l'Army prend de suite sa revanche à Annapolis l'année suivante. Ces académies se rencontrent encore chaque mois de décembre lors du traditionnel dernier match de saison régulière de la NCAA Division I FBS. Après avoir remporté quatorze matchs consécutifs, la Navy est battue en 2016 par l'Army, sa dernière victoire en date.
Entre 1944 et 1950, les Cadets sont à l'apogée de leur histoire. Ils remportent 57 victoires pour trois défaites et quatre nuls ainsi que trois titres nationaux consécutifs (en 1944, 1945 et 1946). Cette période faste se déroule pendant la seconde guerre mondiale sous les ordres de l'entraîneur principal Earl Blaik. À cette époque, trois Cadets remportent également le Trophée Heisman : Doc Blanchard (en) en 1945, Glenn Davis en 1946 et Pete Dawkins (en) en 1958.
Les anciens entraîneurs principaux de NFL, Vince Lombardi et Bill Parcells ont été assistants entraîneurs à l'Army en début de carrière.
L'équipe joue ses matchs à domicile au Michie Stadium et le terrain porte le nom d'Earl Blaik. La présence des cadets est obligatoire aux matchs et ils se tiennent debout pendant toute la durée du match. Lors des matchs à domicile, l'un des quatre régiments parade sur le terrain en formation avant l'entrée de l'équipe sur le terrain.
L'équipe de football américain est considérée comme un programme indépendant depuis sa création même si elle fut membre de la conference USA de1998 à 2004.
Les trois académies militaires de football américain (armée de terre, la force aérienne et la marine) se disputent chaque année le Commander in Chief's Trophy lequel est décerné à l'académie qui bat les autres équipes. Les Black Knights ont remporté dix trophées en 34 éditions (en 1972, 1977, 1984, 1986, 1988, 1996, 2017, 2018, 2020et 2023).

### Palmarès
(dernière mise à jour en fin de saison 2024)
L'Army a gagné officiellement 739 matchs pour 547 défaites et 51 nuls (moyenne de 57,2 %).
- Saison par saison

Résultats saison par saison des Black Knights de l'Army en football américain (en)
- Champion national

Comme expliqué ci-dessus, selon les sources, le nombre de titres varie.
L'Army revendique trois titres (1944, 1945, 1946) tandis que la NCAA lui en attribue deux supplémentaires qu'elle ne revendique pas (1914, 1916).
| Saison | Entraîneur | Sélectionneur | Bilan |
| ------ | ---------- | --- | ----- |
| 1944   | Earl Blaik | AP, Berryman, Billingsley, Boand, DeVold, Dunkel, Football Research Helms, Houlgate, Litkenhous, National Championship Foundation, Poling, Sagarin, Williamson[19]                         | 9–0   |
| 1945   | Earl Blaik | AP, Berryman, Billingsley MOV, Boand, DeVold, Dunkel, Football Research, Helms Houlgate, Litkenhous, National Championship Foundation, Poling, Sagarin, Sagarin (ELOChess), Williamson[19] | 9-0   |
| 1946   | Earl Blaik | Billingsley, Boand, Football Research, Helms, Houlgate, Poling[19] | 9-0-1 |
| Saison | Entraîneur               | Sélectionneur                                                      | Bilan |
| ------ | ------------------------ | ------------------------------------------------------------------ | ----- |
| 1914   | Charles Dudley Daly (en) | Helms, Houlgate, National Championship Foundation, Parke Davis[19] | 9-0   |
| 1916   | Charles Dudley Daly (en) | Parke Davis[19]                                                    | 9-0   |
- Titre de conférence

| Saison | Conférence                   | Entraîneur       | Match     | Match   | Match     |
| ------ | ---------------------------- | ---------------- | --------- | ------- | --------- |
| Saison | Conférence                   | Entraîneur       | Vainqueur | Score   | Finaliste |
| 2024   | American Athletic Conference | Jeff Monken (en) | #24 Army  | 35 - 14 | Tulane    |
- Lambert Trophy

Le Lambert-Meadowlands Trophy (en) (plus connu sous le nom de Lambert Trophy), créé en 1936, est un trophée annuel décerné à la meilleure équipe de l'est des États-Unis qui évolue au niveau universitaire en NCAA Division I FBS (anciennement la I-A). Il est décerné par les Metropolitan New York Football Writers. L'Army a remporté le Lambert Trophy à neuf reprises, sept sous les ordres du légendaire entraîneur principal Earl "Red" Blaik pendant les années 1940 et 1950, et plus récemment en 2018 et 2020 sous les ordres de l'entraîneur principal Jeff Monken.
| Saison | Entraîneur Conférence | Bilan en saison régulière |
| ------ | --------------------- | ------------------------- |
| 1944   | Earl Blaik            | 9–0                       |
| 1945   | Earl Blaik            | 9–0                       |
| 1946   | Earl Blaik            | 9–0–1                     |
| 1948   | Earl Blaik            | 8–0–1                     |
| 1949   | Earl Blaik            | 9–0                       |
| 1953   | Earl Blaik            | 7–1–1                     |
| 1958   | Earl Blaik            | 8–0–1                     |
| 2018   | Jeff Monken (en)      | 11–2                      |
| 2020   | Jeff Monken (en)      | 9–3                       |
- Bowls

L'Army a disputé onze bowls universitaires pour un bilan de 8 victoires et 3 défaites.
| Saison                          | Entraîneur         | Bowl                      | Date             | Adversaire      | Résultat    |
| ------------------------------- | ------------------ | ------------------------- | ---------------- | --------------- | ----------- |
| 1984                            | Jim Young (en)     | Cherry Bowl 1984          | 22 décembre 1984 | Michigan State  | G, 10–6     |
| 1985                            | Jim Young (en)     | Peach Bowl 1985           | 31 décembre 1985 | Illinois        | G, 31–29    |
| 1988                            | Jim Young (en)     | Sun Bowl 1988             | 24 décembre 1988 | Alabama         | P, 28–29    |
| 1996                            | Bob Sutton (en)    | Independence Bowl 1996    | 31 décembre 1996 | Auburn          | P, 29–32    |
| 2010                            | Rich Ellerson (en) | Armed Forces Bowl 2010    | 30 décembre 2010 | SMU             | G, 16–14    |
| 2016                            | Jeff Monken (en)   | Heart of Dallas Bowl 2016 | 27 décembre 2016 | North Texas     | G, 38–31 OT |
| 2017                            | Jeff Monken (en)   | Armed Forces Bowl 2017    | 23 décembre 2017 | San Diego State | G, 42–35    |
| 2018                            | Jeff Monken (en)   | Armed Forces Bowl 2018    | 22 décembre 2018 | Houston         | G, 70–14    |
| 2020                            | Jeff Monken (en)   | Liberty Bowl 2020         | 31 décembre 2020 | West Virginia   | P, 21–24    |
| 2021                            | Jeff Monken (en)   | Armed Forces Bowl 2021    | 22 décembre 2021 | Missouri        | G, 24–22    |
| 2024                            | Jeff Monken (en)   | Independence Bowl 2024    | 28 décembre 2024 | Louisiana Tech  | G, 27–6     |
| Bilan : 8 victoires, 3 défaites |                    |                           |                  |                 |             |

### Entraîneurs
| Entraîneurs              | Saisons              | Nombre de saisons | Nbr de matchs | Bilan     | %    |
| Dennis Michie (en)†      | 1890, 1892           | 1                 | 6             | 3–2–1     | 58,3 |
| Henry L. Williams (en)   | 1891                 | 1                 | 7             | 5–1–1     | 78,6 |
| Laurie Bliss (en)        | 1893                 | 1                 | 9             | 4–5       | 44,4 |
| Harmon S. Graves (en)    | 1894–1895            | 2                 | 14            | 10–4      | 71,4 |
| George P. Dyer (en)      | 1896                 | 1                 | 6             | 3–2–1     | 58,3 |
| Herman Koehler (en)      | 1897–1900            | 4                 | 33            | 19–11–3   | 62,1 |
| Leon Kromer (en)         | 1901                 | 1                 | 8             | 5–1–2     | 75,0 |
| Dennis E. Nolan (en)     | 1902                 | 1                 | 8             | 6–1–1     | 81,3 |
| Edward Leonard King (en) | 1903                 | 1                 | 9             | 6–2–1     | 72,2 |
| Robert Boyers (en)       | 1904–1905            | 2                 | 18            | 11–6–1    | 63,9 |
| Henry Smither (en)       | 1906–1907            | 2                 | 10            | 7–2–1     | 75,0 |
| Ernest Graves, Sr. (en)  | 1906, 1912           | 2                 | 16            | 7–8–1     | 46,9 |
| Harry Nelly (en)         | 1908–1910            | 3                 | 22            | 15–5–2    | 72,7 |
| Joseph Beacham (en)      | 1911                 | 1                 | 8             | 6–1–1     | 81,3 |
| Charles Dudley Daly (en) | 1913–1916, 1919–1922 | 8                 | 74            | 58–13–3   | 80,4 |
| Geoffrey Keyes           | 1917                 | 1                 | 8             | 7–1       | 87,5 |
| Hugh Mitchell (en)       | 1918                 | 1                 | 1             | 1–0       | 100  |
| John McEwan (en)         | 1923–1925            | 3                 | 26            | 18–5–3    | 75,0 |
| Biff Jones (en)          | 1926–1929            | 4                 | 40            | 30–8–2    | 77,5 |
| Ralph Sasse (en)         | 1930–1932            | 3                 | 32            | 25–5–2    | 81,3 |
| Garrison H. Davidson     | 1933–1937            | 5                 | 47            | 35–11–1   | 75,5 |
| William Holmes Wood (en) | 1938–1940            | 3                 | 28            | 12–13–1   | 48,1 |
| Earl Blaik               | 1941–1958            | 18                | 164           | 121–33–10 | 76,8 |
| Dale Hall (en)           | 1959–1961            | 3                 | 29            | 16–11–2   | 58,6 |
| Paul Dietzel (en)        | 1962–1965            | 4                 | 40            | 21–18–1   | 53,8 |
| Tom Cahill (en)          | 1966–1973            | 8                 | 81            | 40–39–2   | 50,6 |
| Homer Smith (en)         | 1974–1978            | 5                 | 55            | 21–33–1   | 39,1 |
| Lou Saban (en)           | 1979                 | 1                 | 11            | 2–8–1     | 22,7 |
| Ed Cavanaugh (en)        | 1980–1982            | 3                 | 33            | 10–21–2   | 33,3 |
| Jim Young (en)           | 1983–1990            | 8                 | 91            | 51–39–1   | 56,6 |
| Bob Sutton (en)          | 1991–1999            | 9                 | 100           | 44–55–1   | 44,5 |
| Todd Berry               | 2000–2003            | 4                 | 41            | 5–36      | 12,2 |
| John Mumford (en)        | 2003                 | 1                 | 6             | 0–6       | 00,0 |
| Bobby Ross (en)          | 2004–2006            | 3                 | 34            | 9–25      | 26,5 |
| Stan Brock               | 2007–2008            | 2                 | 24            | 6–18      | 25,0 |
| Rich Ellerson (en)       | 2009–2013            | 5                 | 61            | 20–41     | 32,8 |
| Jeff Monken (en)‡        | depuis 2014          | 11                | 137           | 82–57     | 59,0 |

† Dennis Michie a entraîné un match en 1890 et la saison entière en 1892.
‡ Au terme de la saison 2024.

### Numéros retirés
| Numéros | Joueurs            | Poste    | Saisons   | Références |
| 24      | Pete Dawkins (en)  | Halfback | 1956–1958 | [ 21 ]     |
| 35      | Doc Blanchard (en) | Fullback | 1944–1946 | [ 21 ]     |
| 41      | Glenn Davis        | Halfback | 1943–1946 | [ 21 ]     |
| 61      | Joe Steffy (en)    | Guard    | 1945–1947 | [ 21 ]     |

### Récompenses individuelles
Le lien suivant permet de consulter les meilleures statistiques individuelles des Black Knights (en).
| Joueurs               | Postes                      | Saisons   | Années d'intronisation |
| Charlie Daly (en)     | Quarterback                 | 1901–1902 | 1951                   |
| Chris Cagle (en)      | Halfback                    | 1926–1929 | 1954                   |
| Ed Garbisch (en)      | Centre - Offensive Guard    | 1921–1924 | 1954                   |
| Elmer Oliphant (en)   | Fullback                    | 1916–1917 | 1955                   |
| Glenn Davis           | Halfback                    | 1943–1946 | 1961                   |
| John McEwan (en)      | Centre                      | 1913–1916 | 1962                   |
| Doc Blanchard (en)    | Fullback                    | 1944–1946 | 1964                   |
| Paul Bunker (en)      | Halfback - Offensive Tackle | 1901–1902 | 1969                   |
| Harry Wilson (en)     | Halfback                    | 1924      | 1973                   |
| Barney Poole (en)     | Tight-end - Defensive end   |           | 1974                   |
| Alex Weyand (en)      | Offensive Tackle            | 1914–1915 | 1974                   |
| Pete Dawkins (en)     | Halfback                    | 1956–1958 | 1975                   |
| Harvey Jablonsky (en) | Offensive Guard             | 1931–1933 | 1978                   |
| Bud Sprague (en)      | Offensive Tackle            | 1926–1927 | 1979                   |
| Bill Carpenter (en)   | Tight end                   | 1957–1959 | 1982                   |
| Arnold Galiffa (en)   | Quarterback                 |           | 1983                   |
| Doug Kenna (en)       | Quarterback                 | 1942–1944 | 1984                   |
| Don Holleder (en)     |                             |           | 1985                   |
| Robin Olds            |                             |           | 1985                   |
| Joe Steffy (en)       | Offensive Guard             | 1945–1947 | 1987                   |
| John Green (en)       | Offensive Guard             | 1943–1945 | 1989                   |
| Frank Merritt (en)    | Offensive Tackle            | 1942–1943 | 1996                   |
| Bob Anderson (en)     | Halfback                    | 1957–1959 | 2004                   |
| Arnold Tucker (en)    | Quarterback                 | 1945–1946 | 2008                   |

| - Trophée Heisman Doc Blanchard (en) – 1945 Glenn Davis – 1946 Pete Dawkins (en) – 1958 - AFCA Coach of the Year Earl Blaik – 1946 Tom Cahill (en) – 1966 - Eddie Robinson Coach of the Year Tom Cahill – 1966 - Bobby Dodd Coach of the Year Bob Sutton (en) – 1996 - George Munger Collegiate Coach of the Year (en) Jeff Monken (en) – 2018 - Vince Lombardi College Football Coach of the Year Jeff Monken – 2018 | - President's Award (en) Jeff Monken – 2018 - Maxwell Award Glenn Davis – 1944 Doc Blanchard – 1945 Pete Dawkins – 1958 - Trophée Outland Joe Steffy (en) – 1947 - Trophée William V. Campbell Andrew Rodriguez (en) – 2011 - James E. Sullivan Award Andrew Rodriguez (en) – 2011 - Defender of the Nation Award Andrew King – 2016 Arik Smith – 2021, |

### Rivalités
(dernière mise à jour en fin de saison 2024)

#### Commander in Chief's Trophy
L'Air Force, l'Army et la Navy se sont rencontrés chaque année depuis 1972 dans le cadre du Commander in Chief's Trophy.
Les Falcons de l'Air Force l'ont remporté à 21 reprises, tandis que les Midshipmen de la Navy et les Black Knights de l'Army l'ont respectivement remporté à 17 et 10 reprises. Le trophée a été partagé à 5 reprises.
| Équipe          | Nb. | Saisons |
| --------------- | --- | --- |
| Air Force       | 21  | 1982, 1983, 1985, 1987, 1989, 1990, 1991, 1992, 1994, 1995, 1997, 1998, 1999, 2000, 2001, 2002, 2010, 2011, 2014, 2016, 2022 |
| Army            | 10  | 1972, 1977, 1984, 1986, 1988, 1996, 2017, 2018, 2020, 2023                                                                   |
| Navy            | 17  | 1973, 1975, 1978, 1979, 1981, 2003, 2004, 2005, 2006, 2007, 2008, 2009, 2012, 2013, 2015, 2019, 2024                         |
| Trophée partagé | 5   | 1974, 1976, 1980, 1993, 2021                                                                                                 |

#### Air Force
L'Air Force et l'Army se rencontrent chaque année. Leur premier match a eu lieu en 1959
L'Air Force mène les statistiques avec 38 victoires pour 19 à l'Army et 1 nul.

#### Navy
La Navy rencontre l'Army à l'occasion du Army-Navy Game. Cette série est une des plus ancienne rivalité de l'histoire de la NCAA. Le premier match s'est déroulé en 1890 et s'est joué chaque année depuis la saison 1930. Les matchs ont généralement lieu sur un terrain neutre.
La Navy mène les statistiques avec 62 victoires pour 55 à l'Army et sept nuls.

#### Notre Dame
La rivalité avec Notre Dame est, selon certains, tombée dans l'oubli. Pendant une grande partie du début du XXe siècle, l'Army et Notre Dame étaient considérées comme deux équipes puissantes en football américain. Elles se sont rencontrées à trente-quatre reprises entre 1913 et 1947. Par la suite, les rencontres se sont faites plus rares. Le dernier match s'est déroulé en 2016. De nombreux membres des médias ont considéré le match de 1946 (en) comme le match du siècle (en).
Notre Dame mène les statistiques avec 40 victoires pour huit à l'Army et quatre nuls.

## Traditions

### Chant de guerre
On, Brave Old Army Team est le chant de guerre de l'Académie militaire. D'autres chants peuvent également interprété en fonction des circonstances telles que l' « Army Rocket Yell », « Black, Gold, and Gray » et « USMA Cheer ».
| Paroles The Army team's the pride and dream Of every heart in gray. The Army line you'll ever find A terror in the fray. And when the team is fighting For the Black and Gray and Gold, We're always near with song and cheer And this is the tale we're told : The Army team Rah ! Rah ! Boom ! On, brave old Army team ! On to the fray. Fight on to victory For that's the fearless Army way. |

| "On, Brave Old Army Team"                |
| Joué par le « West Point Band » en 2013. |

| "On, Brave Old Army Team".                            |
| Chanté par la chorale « West Point cadet Glee Club ». |

### Les mulets de l'Army

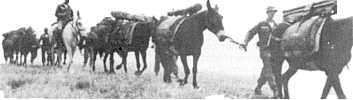
Les mules de l'U.S. Army utilisées pendant de la construction du NORAD entre 1942 et 1949.

Les mascottes de l'Académie sont des mulets (Army Mules (en)). C'est à l'initiative d'un officier quartier maitre du dépôt de Philadelphie que les mulets sont présentés en 1899 comme mascotte afin de contrer la Navy qui avait comme mascotte une chèvre. Ils ne sont officiellement adoptés comme mascottes par l'USMA qu'en 1936. Le choix des mules comme mascottes était évident, car elles ont été utilisées pour transporter l'équipement de l'armée pendant de nombreuses années.
Les trois mules actuellement en place sont dénommées Ranger III, Stryker et Paladin.

## Autres sports
(dernière mise à jour en fin de saison 2019)

### Football masculin
Le programme de soccer (en) est créé en 1921. L'équipe joue au Clinton Field de West Point et participe depuis 1986 au championnat de la Patriot League.
L'Army a été reconnue co-championne du championnat national de l'ISFA en 1945. Elle a remporté à deux reprises le titre de la Patriot League en 1991, 1993 et 1996 et a perdu la finale à trois reprises en 1992, 1994 et 2018.

### Golf masculin
Le programme de golf masculin a remporté 21 titres de champion de conférence soit :
- En Metro Atlantic Athletic Conference (9): 1982–88, 1989 (printemps), 1989 (automne)[36] ;
- En Patriot League (11): 1991–93, 1994 (printemps), 1994 (automne), 1995, 2002, 2004–05, 2011, 2016, 2019[37]

### Hockey sur glace masculin
Chaque année, l'équipe de hockey de l'Army (en) rencontre l'équipe des Paladins du Collège militaire royal du Canada (Royal Military College of Canada) à l'occasion d'un match de hockey dénommé West Point Weekend (en). Cette série (en) commencée en 1923 est la plus ancienne série sportive annuelle ininterrompue au monde.

### Rugby

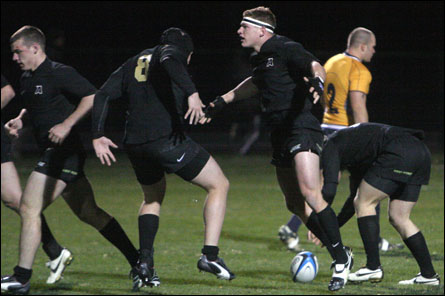
L'équipe de rugby masculine de l'Army.

Les équipes masculine et féminine de rugby de l'Army (en) jouent au niveau universitaire dans l'Eastern Conference de la Division 1-A Rugby (en). Elles joue leurs matchs à domicile dans l'Anderson Rugby Complex sur le campus de West Point. Le rugby est plutôt populaire au sein de l'Army. Par exemple, le match masculin de 2012 contre l'Air Force s'est joué devant 2 000 personnes.
Ses équipes font partie des meilleures équipes de rugby universitaire du pays. L'équipe masculine a disputé trois finales nationales consécutives en 1990, 1991 et 1992 et six demi-finales (en 2000, 2001, 2002, 2003, 2009, 2010). Plus récemment, elle a atteint les quarts de finale en 2018 (en). L'Army est également représentée chaque année au mois de juin lors du Collegiate Rugby Championship (en), le plus grand tournoi de rugby universitaire aux États-Unis. Les hommes ont perdu la finale en 2011 tandis que les femmes l'ont remporté en 2012 et en ont été finalistes en 2019. Les finales se jouent au Subaru Park de Philadelphie et sont retransmises en direct sur NBC.

### Lutte
Les activités à domicile de l'équipe de lutte (les entraînement, rencontres et tournois) se déroulent dans les installations ultramodernes de l'Arvin Gymnasium situé sur le campus. L'équipe est actuellement membre de l'Eastern Intercollegiate Wrestling Association (en) (EIWA) depuis que l'Army est devenue membre de la Patriot League au sein de laquelle les programmes de lutte ne sont pas présents.
En 2014, Kevin Ward, ancien lutteur « All-America » d'Oklahoma State, a pris en charge le programme. Il est réputé pour avoir créé en 2010 le programme de lutte au sein de l'université baptiste de Ouachita (en), premier programme NCAA de lutte en Arkansas.